# 서다현
서다현(徐多賢, *Seo Da‑hyun*, 2003년 1월 8일~)은 대한민국의 가수로, 걸그룹 tripleS 및 서브유닛에서 활동 중이다. 소속사는 MODHAUS이다.

## 생애 및 학력
서다현은 2003년 1월 8일 부산광역시 수영구 광안동에서 태어났다. :contentReference[oaicite:2]{index=2}  
중·고등학교는 부산 수영초, 한바다중을 거쳐 한림연예예술고등학교 실용음악과를 졸업했다. :contentReference[oaicite:3]{index=3}  

## 경력
2022년 2월 MODHAUS 연습생으로 합류했고, 12월 3일 드라마 《재벌집 막내아들》 OST 〈I’m In Love You〉를 정식 발매하며 대중에 이름을 알렸다. :contentReference[oaicite:4]{index=4}  
12월 9일 tripleS 열 번째 멤버(S10)로 공개되었고, 2023년 2월 13일 EP 《Assemble》을 통해 정식 데뷔했다. :contentReference[oaicite:5]{index=5}  

### 서브 유닛 활동
- LOVElution – 2023년 8월 17일 EP 《ↀ (Muhan)》 발매, 타이틀곡 〈Girls' Capitalism〉 활동. :contentReference[oaicite:6]{index=6}
- Aria – 2024년 1월 15일 싱글 앨범 《Structure of Sadness》로 데뷔, 보컬 리더 겸 메인 보컬. :contentReference[oaicite:7]{index=7}
- Visionary Vision – 2024년 10월 정규앨범 《Performante》 발매로 활동 강화